# Vnuk kosmonavta
Vnuk kosmonavta (Внук космонавта) è un film del 2007 diretto da Andrej Panin e Tamara Vladimirceva.

## Trama
Il film racconta di un orfano dalla pelle scura, Gena Gagarin, che viene portato dalla sua famiglia da un artista solitario Fёdor. Hanno un percorso difficile davanti a loro per capirsi.